# 高阳镇 (蒲城县)
高阳镇，是中华人民共和国陕西省渭南市蒲城县下辖的一个乡镇级行政单位。

## 行政区划
高阳镇下辖以下地区：
高阳村、水峪村、会通村、伏头村、清泉村、安家村、洼里村、东加录村、南加录村、单家村和复升村。